# Tomoko Tabata
Tomoko Tabata (田畑 智子, Tabata Tomoko), née le 26 décembre 1980 à Gion, dans l'arrondissement de Higashiyama-ku (Kyoto), est une actrice japonaise.

## Filmographie sélective

### Au cinéma
- 1993 : Déménagement (お引越し, Ohikkoshi?) de Shinji Sōmai : Renko Urushiba
- 2002 : Sabu (さぶ?) de Takashi Miike : Nobuko
- 2004 : La Servante et le Samouraï (隠し剣 鬼の爪, Kakushi ken oni no tsume?) de Yōji Yamada : Shino Katagiri
- 2004 : Blood and Bones (血と骨, Chi to hone?) de Yōichi Sai : Kim Hanako
- 2006 : Hana (花よりもなほ, Hana yori mo naho?) de Hirokazu Kore-eda : Onobu
- 2007 : Kiiroi namida (黄色い涙?) d'Isshin Inudō : Kaoru Nishigaki
- 2008 : Aihyōka: Chi-manako (哀憑歌 〜CHI-MANAKO〜?) de Yūichi Kanemaru : Misaki
- 2008 : After School (アフタースクール, Afutā sukūru?) de Kenji Uchida : femme mystérieuse
- 2008 : Buta ga ita kyōshitsu (ブタがいた教室?) de Tetsu Maeda : Mlle Ikezawa
- 2008 : Happy Flight (ハッピーフライト, Happī furaito?) de Shinobu Yaguchi : Natsumi Kimura
- 2010 : Sankaku (さんかく?) de Keisuke Yoshida : Kayo
- 2011 : Usotsuki Mii-kun to kowareta Mā-chan (嘘つきみーくんと壊れたまーちゃん?) de Natsuki Seta : Kamiyashi
- 2011 : Wararaifu!! (ワラライフ!!?) de Yūichi Kimura
- 2011 : Rakugo monogatari (落語物語?) de Shinpei Hayashiya
- 2011 : Mainichi kāsan (毎日かあさん?) de Shōtarō Kobayashi
- 2012 : Robo-G (ロボジー, Robo ji?) de Shinobu Yaguchi
- 2012 : Fugainai boku wa sora o mita (ふがいない僕は空を見た?) de Yuki Tanada : Anzu
- 2013 : Eiga Suzuki sensei (映画 鈴木先生?) de Hayato Kawai : Rika Momoi
- 2013 : Tsuya no yoru (つやのよる ある愛に関わった、女たちの物語?) d'Isao Yukisada
- 2013 : Ōsaka hebimichi (大阪蛇道?) de Takahiro Ishihara : Kanako
- 2013 : Kuchizuke (くちづけ?) de Yukihiko Tsutsumi : Tomoko Utsunomiya
- 2014 : Lady Maiko (舞妓はレディ, Maiko wa redi?) de Masayuki Suo
- 2015 : Solomon's Perjury (ソロモンの偽証, Soromon no gishō?) d'Izuru Narushima : Reiko Sasaki
- 2015 : Soromon no gishō: Kōhen saiban (ソロモンの偽証 後篇・裁判?) d'Izuru Narushima : Reiko Sasaki
- 2016 : Sakura no ame (桜ノ雨?) d'Atsushi Ueda
- 2016 : Museum (ミュージアム, Myūjiamu?) de Keishi Ōtomo : Kayo Akiyama
- 2016 : Tetsu no ko (鉄の子?) de Kōki Fukuyama : Yayoi Maehara
- 2017 : Tatara Samuraio (たたら侍?) de Yoshinari Nishikōri
- 2018 : Ano hi no orugan (あの日のオルガン?) d'Emiko Hiramatsu

### Doublage
- 2013 : Le Conte de la princesse Kaguya (かぐや姫の物語, Kaguya-hime no monogatari?) d'Isao Takahata : Menowarawa (voix)

## Distinctions
Sauf indication contraire, les informations mentionnées dans cette section peuvent être confirmées par la base de données cinématographiques IMDb,  présente dans la section « Liens externes ».

### Récompenses
- 1994 : grand prix Sponichi du nouveau talent pour Déménagement[2]
- 1994 : prix Kinema Junpō de la meilleure nouvelle actrice pour Déménagement
- 1994 : prix de la meilleure nouvelle actrice pour Déménagement au festival du film de Yokohama
- 2005 : prix Mainichi de la meilleure actrice dans un second rôle pour La Servante et le Samouraï et Blood and Bones[3]
- 2013 : prix Mainichi de la meilleure actrice pour Fugainai boku wa sora o mita[4]

### Nominations
- 2005 : prix de la meilleure actrice dans un second rôle pour Blood and Bones aux Japan Academy Prize[5]